# Papyrus 89
Papyrus 89 (nach Gregory-Aland mit Sigel {\displaystyle {\mathfrak {P}}}89 bezeichnet) ist eine frühe griechische Abschrift des Neuen Testaments. Dieses Papyrusmanuskript enthält Teile des Hebräerbriefes. Erhalten geblieben sind die Verse 6,7–9.15–17. Mittels Paläographie wurde es auf das 4. Jahrhundert datiert.
Der griechische Text des Kodex ist zu kurz, um ihn einem Texttyp zuzuordnen. Aland ordnete ihn in keine Kategorie der Handschriften des Neuen Testaments ein.
Die Handschrift wird im Biblioteca Medicea Laurenziana (PL III/292) in Florenz aufbewahrt.